# Caillac
Caillac är en kommun i departementet Lot i regionen Occitanien i södra Frankrike. Kommunen ligger i kantonen Luzech som tillhör arrondissementet Cahors. År 2022 hade Caillac 590 invånare.

## Befolkningsutveckling
Antalet invånare i kommunen Caillac
| Referens: INSEE |